# Yua thomsonii
Yua thomsonii — вид рослин з роду Yua. Ендемік для Азії.

## Опис
Гілочки коричневі, короткі, молоді гілочки злегка ребристі. Вусики роздвоєні. Листя пальчасте, 5-листоподібне, черешок 2,5—6 см. Листкова пластинка ланцетна або оберненояйцеподібно-ланцетна, від 2,5 до 7 см завдовжки та від 1,5 до 3 см завширшки, знизу зазвичай сизувата, іноді опушена на жилках, прожилки помітні, але не підняті, бічних жилок від 4 до 6 пар, основа клиноподібна, край з 4—7 дрібними й гострими зубцями з кожного боку, верхівка загострена. Дихазій — листосупротивний. Пелюсток 4 або 5, розміром 3—3,5 мм. Тичинок від 4 до 5. Пиляки еліптичні, близько 1,5 мм. Маточка близько 3 мм, стовпчик тонкий. Ягода чорно-фіолетова, 1—1,3 см у діаметрі. Насіння від 5 до 6 мм завдовжки та близько 4 мм завширшки, верхівка злегка втягнута. Період цвітіння триває з квітня по червень. Плодоносить з липня по жовтень.

## Поширення та середовище існування
Вид є ендемічним для Тайваню, Непалу, провінції Ассам (Індія) та Китаю (провінції: Аньхой, Фуцзянь, Гуансі, Гуйчжоу, Хенань, Хубей, Хунань, Цзянсу, Цзянсі, Сичуань, Тайвань, Юньнань, Чжецзян). Зростає у лісах, долинах та на схилах пагорбів, на висоті від 200 до 2700 метрів над рівнем моря.